# Pygopus schraderi
Espèce
Synonymes
- Pygopus nigriceps schraderi Boulenger, 1913

Pygopus schraderi est une espèce de geckos de la famille des Pygopodidae.

## Répartition
Ce lézard est endémique de Nouvelle-Galles du Sud en Australie.

## Description
C'est un saurien apode.

## Étymologie
Cette espèce est nommée en l'honneur de Carl Wilhelm Otto Schrader (1852-1930).

## Publication originale
- Boulenger, 1913 : Descriptions of new lizards in the collection of the British Museum. Annals and Magazine of Natural History, ser. 8, vol. 12, p. 563-565 (texte intégral).